# Rue Larribe
Rue Larribe är en gata i Quartier de l'Europe i Paris åttonde arrondissement. Rue Larribe är uppkallad efter den markägare, på vars mark gatan anlades. Rue Larribe börjar vid Rue de Constantinople 33 och slutar vid Rue du Rocher 86.

## Omgivningar
- Sainte-Marie des Batignolles
- Saint-Augustin
- Parc Monceau
- Square Marcel-Pagnol

## Bilder
| - Gatuskylt. - Sainte-Marie des Batignolles. - Saint-Augustin. - Rotundan i Parc Monceau. - Square Marcel-Pagnol. |

## Kommunikationer
- Tunnelbana – linjerna   – Villiers
- Busshållplats Villiers – Paris bussnät

### Webbkällor
- ”Rue Larribe”. Mairie de Paris. https://web.archive.org/web/20160303205339/http://www.v2asp.paris.fr/commun/v2asp/v2/nomenclature_voies/Voieactu/5289.nom.htm. Läst 24 augusti 2023.
- ”Rue Larribe”. Les rues de Paris. https://web.archive.org/web/20190920180224/http://www.parisrues.com/rues08/paris-08-rue-larribe.html. Läst 24 augusti 2023.